# Aşağıadaköy, Kızılcahamam
Aşağıada là một xã thuộc huyện Kızılcahamam, tỉnh Ankara, Thổ Nhĩ Kỳ. Dân số thời điểm năm 2011 là 25 người.